# Золотое кольцо России
Золото́е кольцо́ Росси́и — туристический маршрут, проходящий по древним городам Северо-Восточной Руси, в которых сохранились уникальные памятники истории и культуры России, центрам народных ремёсел.
Автор термина и самой идеи кольцевого маршрута — журналист и литератор Юрий Бычков, опубликовавший в газете «Советская культура» в ноябре — декабре 1967 года серию очерков о древнерусских городах под общей рубрикой «Золотое кольцо». Позднее это название было присвоено туристическому маршруту. Правообладателем товарного знака «Золотое кольцо России» является Всероссийское общество охраны памятников истории и культуры (ВООПИК).
В Золотое кольцо традиционно включают девять основных городов: Сергиев Посад, Переславль-Залесский, Ростов Великий, Ярославль, Кострома, Иваново, Суздаль, Владимир, Рыбинск. Включение других городов является дискуссионным.

## История появления
В 1965 году, приехав по заданию газеты «Советская культура» во Владимирскую область, в город Суздаль, журналист Юрий Александрович Бычков придумал кольцевой туристический маршрут, который мог бы объединить старинные русские города. По его задумке, выехав из Москвы, можно было посетить Владимир и Суздаль, далее следовать в направлении Костромы, а из Костромы возвратиться в Москву, но уже другой дорогой — через Ярославскую область, что позволяло посетить Ярославль, Ростов и Переславль-Залесский. Спустя два года, осенью 1967 года, Юрий Бычков осуществил задуманное и на своём автомобиле проехал по придуманному им маршруту. По возвращении в Москву он написал цикл очерков о поездке. Очерки публиковались в газете «Советская культура» в ноябре-декабре 1967 года под общим названием «Золотое кольцо». Само это название также придумал Юрий Бычков.

## Состав
В разных источниках советского и постсоветского времени количество и состав городов «Золотого кольца» варьируются. Традиционные города «Золотого кольца» расположены в пяти областях (Московской, Владимирской, Ивановской, Костромской, Ярославской) и включают Сергиев Посад, Переславль-Залесский, Ростов, Ярославль, Кострому, Иваново, Суздаль, Владимир, Рыбинск. Включение в маршрут прочих населённых пунктов (таких как Москва, Александров, Боголюбово, Гороховец, Гусь-Хрустальный, Дмитров, Калязин, Кидекша, Муром, Мышкин, Палех, Плёс, Тутаев, Углич, Юрьев-Польский, Шуя, Буй, Вязьма и т. п.) является дискуссионным.
Министерство культуры России под руководством Владимира Мединского объявило о реформе «Золотого кольца» и, установив государственный статус этому общественному начинанию, стало заявлять о включении в «Золотое кольцо» тех или иных населённых пунктов, подчас находящихся в противоположной стороне от общепризнанного маршрута (например, к югу от Москвы). Так, в апреле 2016 года заместитель Мединского заявила о добавлении в список города Калуги. Один из туристических операторов в октябре 2015 года объявил о включении в собственную версию «Золотого кольца» города Касимов Рязанской области. В январе 2018 министерство объявило сбор заявок от городов — претендентов на вхождение в туристский маршрут — и озвучило планы добиваться включения объектов маршрута в список Всемирного наследия ЮНЕСКО. В следующем месяце губернатор Ярославской области заявил, что в состав Золотого кольца включён город Углич (хотя он и без того входил туда многие годы по версии разных туроператоров).

### Нулевой километр

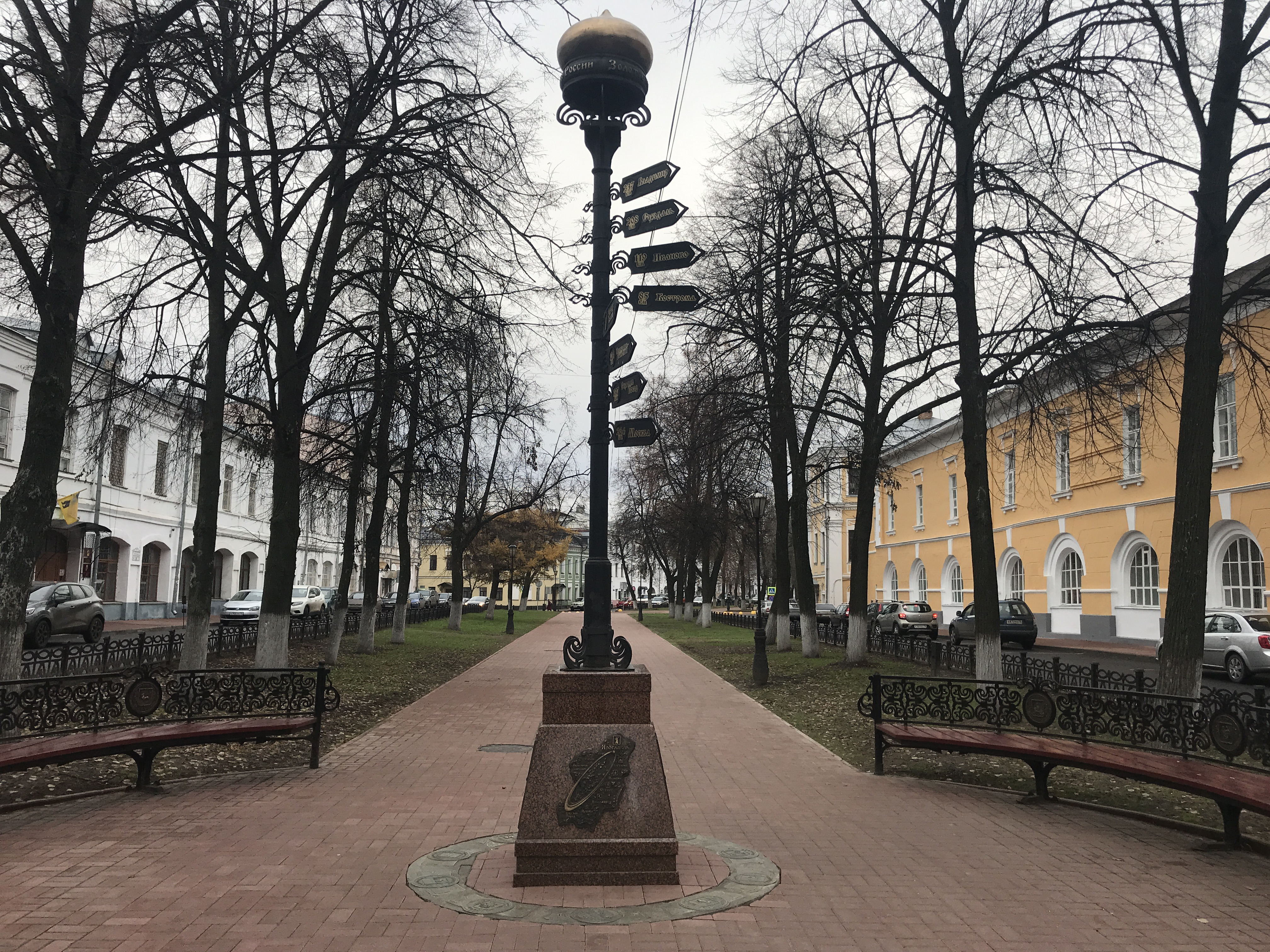
Нулевой километр Золотого кольца России в Ярославле

25 мая 2013 года, в День города, в Ярославле напротив дома 30 по Революционной улице был установлен памятный знак-символ «Нулевой километр Золотого кольца».
Знак Нулевого километра в основе изготовлен из чугунной колонны первой половины XIX века, обнаруженной при выполнении строительных работ в одном из зданий ярославских купцов Вахрамеевых. На колонне расположены указатели с названиями городов Золотого кольца и расстоянием в километрах до них. На постаменте размещены барельефы с изображениями схемы Золотого кольца, ярославского герба, цитаты из песни о Ярославле. На одном из барельефов выгравирован текст указа императора Николая II, в 1912 году даровавшего Ярославлю «неприсутственный день» — 24 мая.

### Союз городов Золотого кольца России
Главами администраций восьми основных городов (Сергиева Посада, Переславля-Залесского, Ростова, Ярославля, Костромы, Иванова, Суздаля и Владимира) в Ярославле 17 августа 2017 г. был подписан договор о создании «Союза городов Золотого кольца России».
Осенью того же года, 21 ноября, в день празднования полувекового юбилея маршрута «Золотое кольцо», в Ярославле состоялось общее собрание учредителей «Союза городов Золотого кольца России» с участием глав администраций восьми основных городов (Сергиева Посада, Переславля-Залесского, Ростова, Ярославля, Костромы, Иванова, Суздаля и Владимира). В этот же день в Ярославле открылась штаб-квартира «Союза городов Золотого кольца России». С момента своего основания, главой организации традиционно избирается действующий мэр Ярославля. Так, в разное время главами Союза были Владимир Слепцов и Владимир Волков. В настоящее время глава организации – также действующий мэр Ярославля Артём Молчанов.

## Города Золотого кольца

### Сергиев Посад

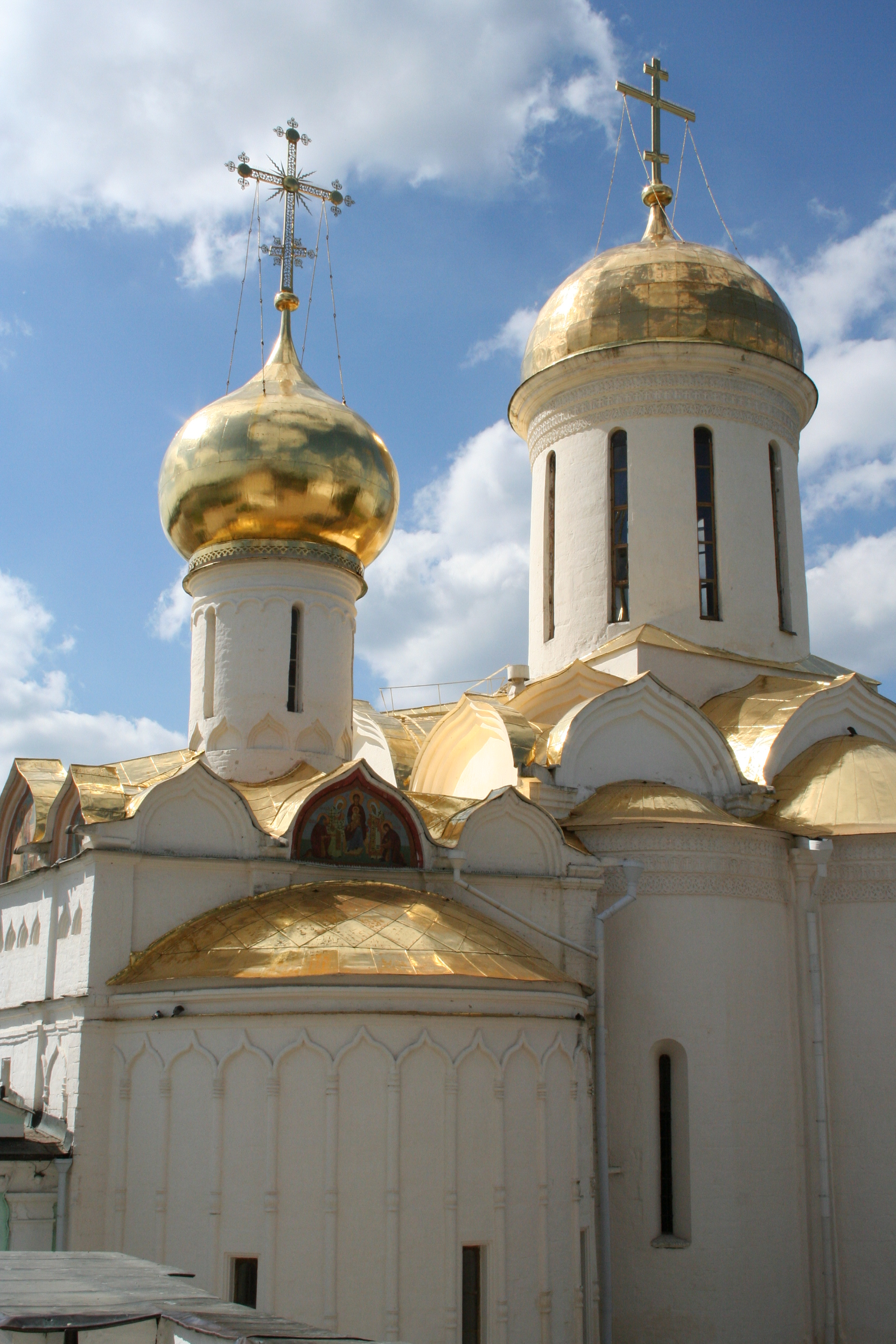
Сергиев Посад. Троицкий собор Троице-Сергиевой лавры

Многочисленные архитектурные сооружения Троице-Сергиевой лавры выстроены лучшими зодчими страны в XV—XIX веках. Ансамбль монастыря включает более 50 зданий различного назначения.
Вокруг Троицкого собора постепенно сформировался архитектурный ансамбль Лавры. Построен преемником основателя монастыря Никоном «в честь и похвалу» преподобному Сергию Радонежскому, а заложен в год прославления последнего во святых. Над иконостасом собора работали знаменитые русские иконописцы Андрей Рублёв и Даниил Чёрный; для этого иконостаса была написана Рублёвым икона «Святая Троица». Примечательно живописное многоярусное завершение собора. С юга к Троицкому собору примыкает Никоновская церковь (1552). К западной половине южной стены собора, на месте, где, по преданию, была келия преподобного Сергия, пристроена Серапионовская палатка (нынешняя — постройки 1783 года) — над мощами новгородского архиепископа Серапиона, скончавшегося в монастыре; здесь также погребены митрополит Иоасаф (Скрипицын) и Дионисий Радонежский.

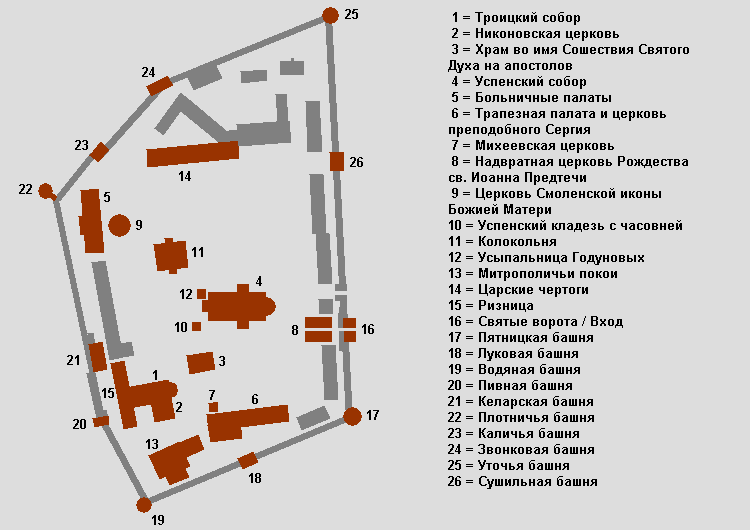
План территории лавры с достопримечательностями

Второй по возрасту лаврский храм — Духовский (или храм Сошествия Святого Духа на Апостолов) — воздвигнут в 1476 году. Сложен он из кирпича и представляет собой классический пример псковского зодчества. Завершается он невысокой синекупольной колокольней (тип храма — «иже под колоколы»).
Крупнейшее сооружение монастыря — Успенский собор — воздвигнуто в 1559—1585 годах по образцу Успенского собора Московского Кремля. В работе над иконостасом принимал участие Симон Ушаков. Фрески выполнены в 1684 году Дмитрием Григорьевым и другими. К северо-западному краю собора примыкают могилы Бориса Годунова и его семьи, над которыми в 1780 году была сооружена шатровая палатка (не сохранилась). С юго-западной стороны к Успенскому собору примыкает так называемая Надкладезная часовня, сооружённая в нарышкинском стиле (конец XVII века).

### Переславль-Залесский

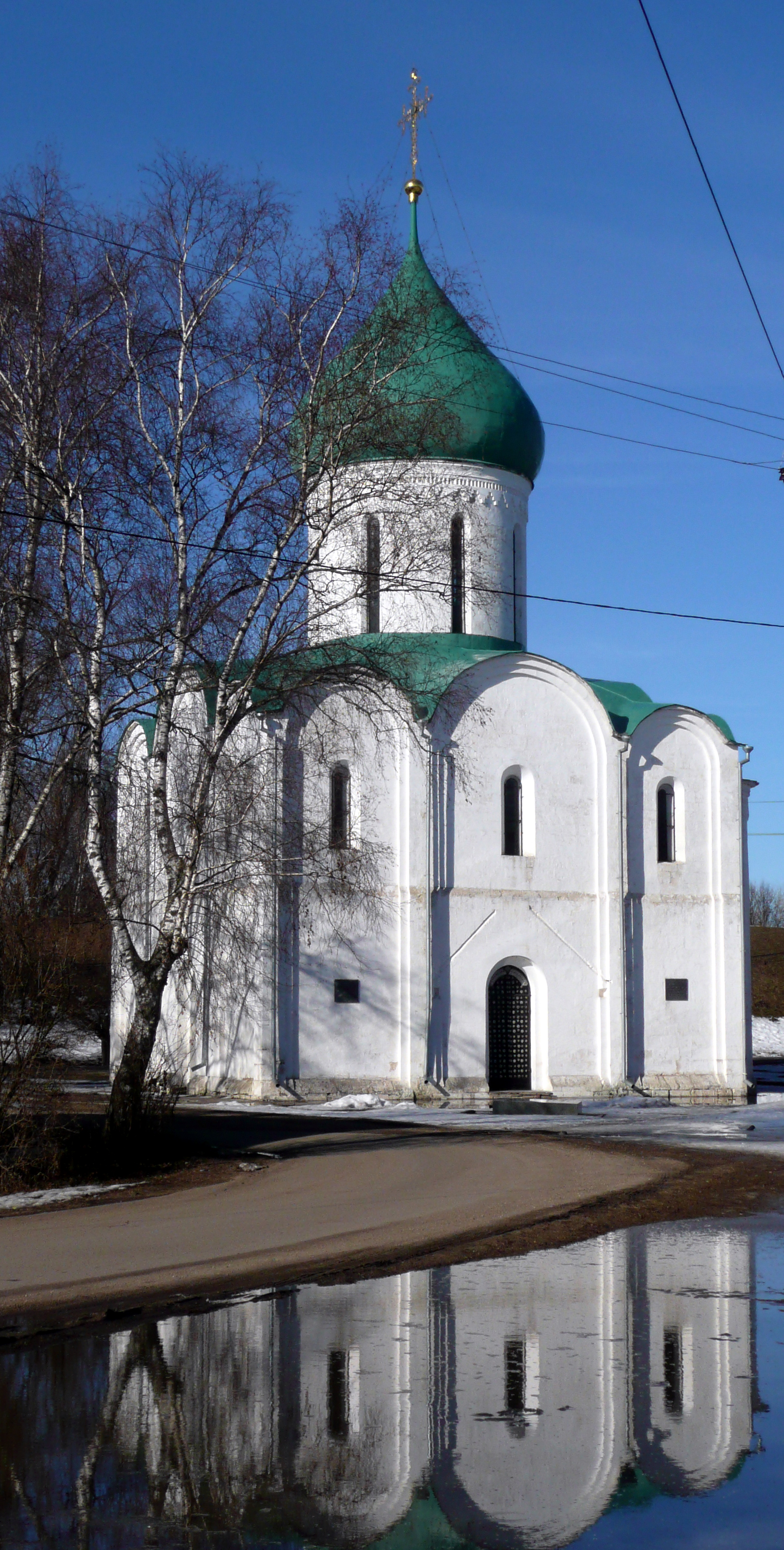
Переславль-Залесский. Спасо-Преображенский собор

Город находится на берегу живописнейшего Плещеева озера, вокруг которого расположен одноимённый национальный парк. В озере обитает переславская ряпушка, занесённая в красную книгу, которая подавалась к царскому столу. В 2 км к северо-западу от города находится археологический памятник «Клещинский комплекс», центром комплекса является древний город Клещин, от которого сохранились оборонительные валы XII века. Сохранился объект поклонения язычников — огромный тёмно-синий валун весом в 12 тонн. По берегам озера расположены святые источники — Никитский, Варварин, Ключ Гремяч. На Плещеевом озере Пётр I начинает строительство «потешной флотилии», ставшей колыбелью российского военно-морского флота.
В городе множество музеев, наиболее известные из которых — Переславский историко-архитектурный и художественный музей-заповедник, музей-усадьба «Ботик Петра I» (с 1803, первый провинциальный музей России), где сохранился ботик «Фортуна», музеи утюга, чайников, в 20 км от Переславля в посёлке Талицы находится Переславский железнодорожный музей. В городе — шесть монастырей, четыре действуют:
- Горицкий монастырь (закрыт в 1744 году, музей)
- Никитский монастырь
- Никольский монастырь
- Свято-Троицкий Данилов монастырь
- Сретенский Новодевичий монастырь (закрыт в 1764 году)
- Феодоровский монастырь

Исторический центр Переславля окружён земляными валами XII в, единственными в России, почти полностью сохранившимися.
В XVIII—XIX веках был центром Переславской епархии. Позднее в городе работало Переславское духовное училище.
В городе девять церквей, из которых наиболее замечательны:
- Спасо-Преображенский собор XII века, древнейший памятник архитектуры Северо-Восточной Руси;
- шатровая церковь Петра митрополита (1585).

Спасо-Преображенский собор — единственный из пяти первых белокаменных храмов Северо-Восточной Руси, дошедший до нас почти в полной сохранности.
В соборе были крещены многие переславские князья, в том числе, вероятно, Александр Невский, родившийся в Переславле в 1220 году.
В XIII—XIV веках Спасо-Преображенский собор был усыпальницей переславских удельных князей. Здесь были захоронены князья Дмитрий Александрович и Иван Дмитриевич. При раскопках в 1939 году под руководством Николая Воронина была обнаружена редкая декорированная треугольно-выемчатым орнаментом крышка саркофага с могилы Ивана Дмитриевича.

### Ростов

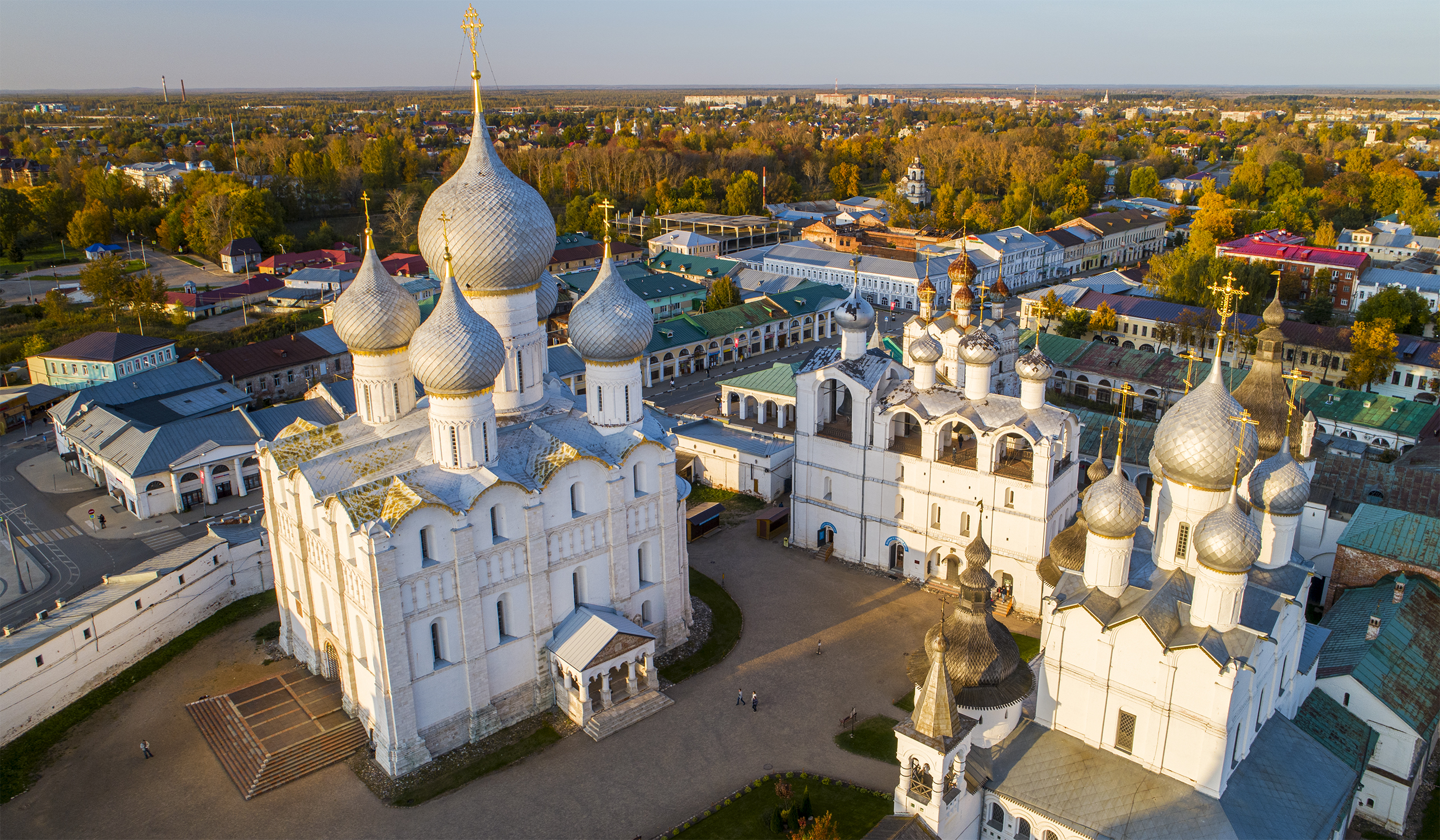
Ростовский кремль

Ростов Великий — «жемчужина» Золотого Кольца. Значительный культурный потенциал города сделал его одним из крупных центров туризма и паломничества. Ростов включён в специальную программу сотрудничества между Советом Европы и Россией по сохранению историко-культурного наследия.
Значительное прошлое Ростова обусловило его насыщенность памятниками истории и культуры. Одним из важнейших памятников является уже сам ландшафт озёрной котловины и прилегающей территории, на протяжении тысячелетий привлекавший сюда людей и изобилующий памятниками археологии. Классикой не только русского, но и мирового искусства стали архитектурные памятники Ростова, в частности постройки бывшего Архиерейского дома XVII века — Ростовский кремль. Большую ценность представляет каменная и деревянная застройка города XVIII—XX веков. Достоянием мировой культуры являются Ростовские звоны — уникальный набор музыкальных произведений XVII—XIX веков., неотделимый от замечательного музыкального инструмента — знаменитой Ростовской звонницы. Каждый из её 13 колоколов, от самого большого, весом 2 тысячи пудов (32 тонны), до самого малого, имеет своё особое звучание.
На западной окраине города, на берегу озера Неро, расположен красивейший ансамбль Спасо-Яковлевского монастыря. Панорама монастыря с живописным сочетанием различных по стилю архитектурных форм — псевдоготические завершения башен, барочные и классические завершения церквей — производит впечатление сказочного чудо-города, прекрасно вписанного в приозёрный ландшафт.
Авраамиев Богоявленский монастырь — основан в половине XI века преподобным Аврамием Ростовским.

### Ярославль

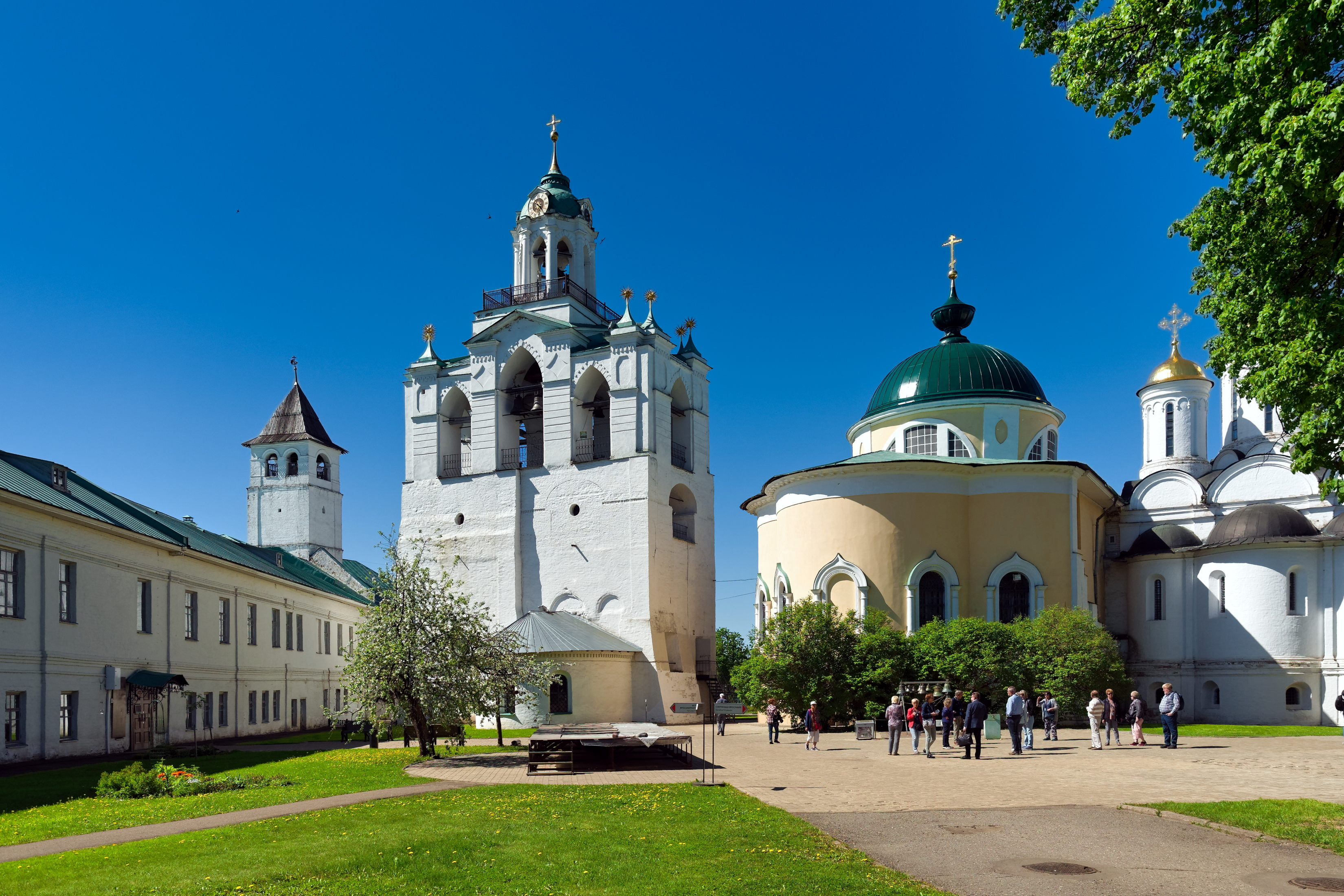
Спасо-Преображенский монастырь

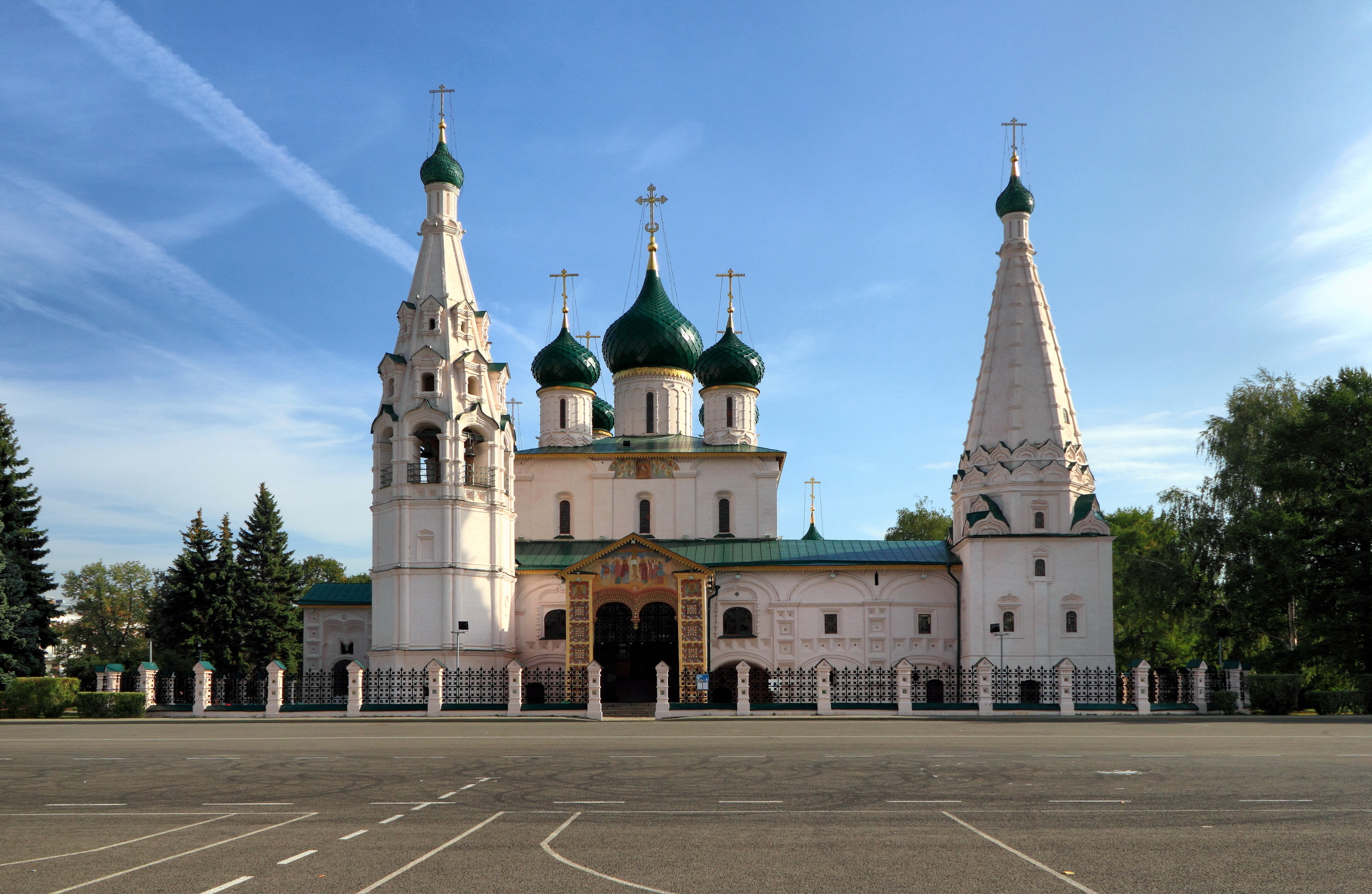
Церковь Ильи Пророка

Древнейший город на Волге, основан в 1010 году. Исторический центр города, на территории которого располагается 140 памятников архитектуры, с 2005 года является одним из 24 объектов ЮНЕСКО Всемирного наследия в России по критериям II — застройка центра Ярославля, сложившаяся в XVII—XVIII веках (радиальный городской план, церкви и гражданские строения) является выдающимся примером взаимного культурного и архитектурного влияния между Западной Европой и Россией, и IV — выдающийся пример градостроительной реформы императрицы Екатерины Великой, осуществлявшейся по России между 1763 и 1830 годами.
Древнейшим сохранившимся сооружением на территории города является Спасо-Преображенский собор Спасского монастыря, возведённый в 1506—1516 годах на фундаментах первоначальной постройки 1216—1224 годов. В XVI веке монастырь впервые обносится каменной оградой. В 1787 году он был упразднён и превращён в резиденцию архиепископов ярославских и ростовских. С этого времени начинается перестройка монастырских зданий, сооружаются кельи, покои настоятеля. В ансамбле монастыря выделяются: ограда и башни, Святые ворота, Спасо-Преображенский собор, церковь Ярославских Чудотворцев, трапезная и настоятельские покои, звонница, ризница, корпус монашеских келий.

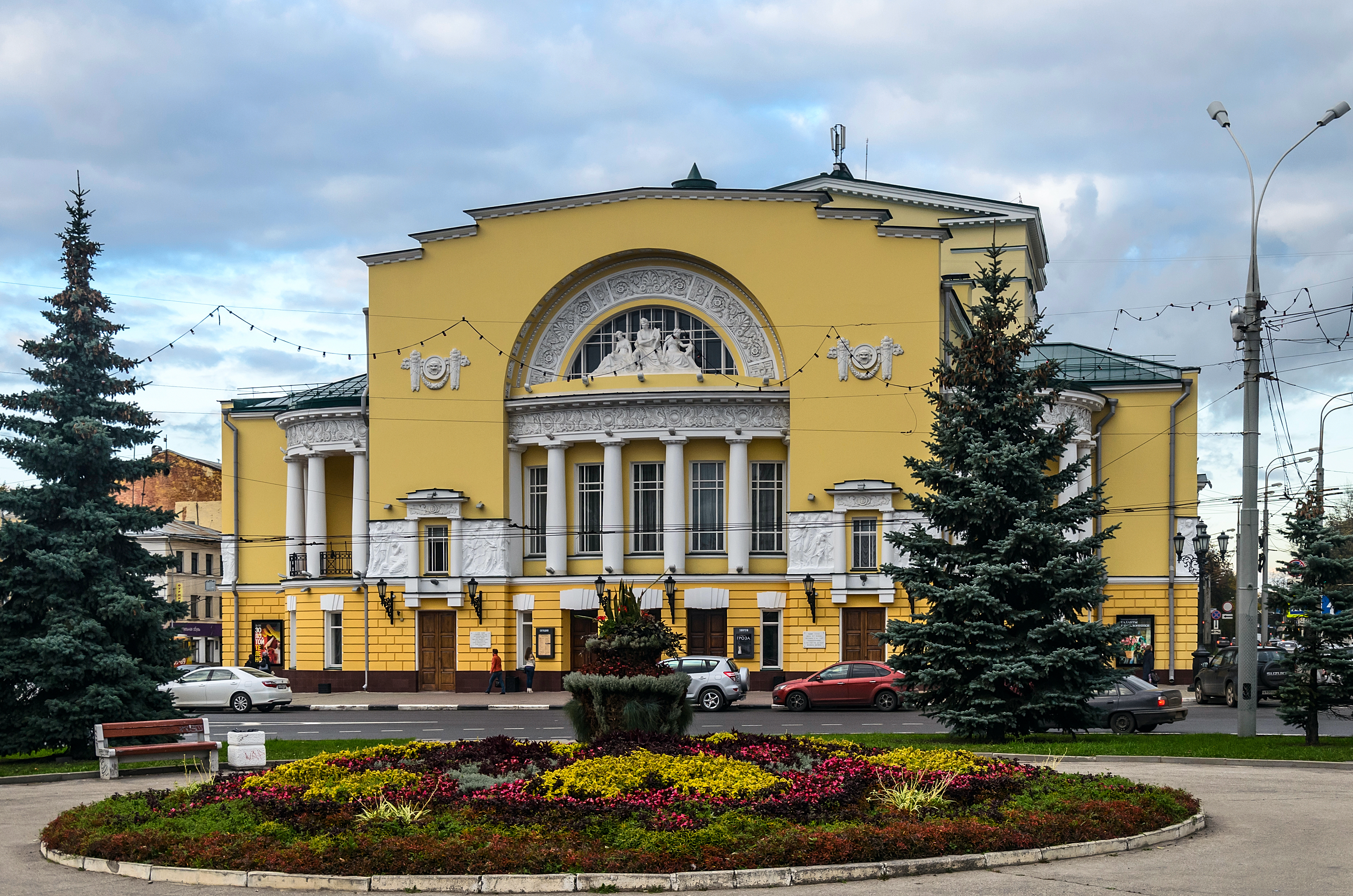
Волковский театр

Поистине жемчужиной древнерусской архитектуры можно назвать Церковь Ильи Пророка. Постройка храма начата в 1647 году купцами гостиной сотни Скрипиными. Необычайно красив этот простой по формам, строгий и торжественный храм с пятью широко поставленными главами. Его композицию дополняют два белоснежных шатра — на колокольне и приделе Ризоположения. Церковь Ильи Пророка славится и своим внутренним убранством. Стены, своды, откосы окон — всё свободное пространство заполнено росписями, которые были выполнены в 1680—1681 годах артелью из пятнадцати мастеров под руководством прославленных художников Гурия Никитина и Силы Савина. Фресковая роспись располагается крупными широкими поясами в четыре яруса. Первый ряд сверху занимают композиции на евангельские сюжеты, в люнетах закомар изображены события после Воскресения. Во втором ярусе — деяния апостолов, в третьем — житие и чудеса пророка Ильи; в нижнем, четвёртом ярусе — деяния его ученика Елисея.
Во второй половине XVII века на правом берегу Волги сложился один из наиболее выдающихся архитектурных ансамблей Ярославля — ансамбль в Коровницкой слободе. Он состоит из двух церквей — тёплый Храм Владимирской Божьей Матери и холодный Храм Иоанна Златоуста, колокольни и золотых ворот. Церковь Иоанна Предтечи — вершина ярославского зодчества XVII века, памятник мирового значения, рекомендованный ЮНЕСКО для показа туристам.
Во второй половине XIX века в Ярославле строятся особняки, стилизованные под позднее барокко (дома табачного фабриканта Дунаева, Петражицкого, Донцовых и Лопатиных, духовной консистории и т. д.), и здания в русском стиле (здания бывшей глазной лечебницы, художественного училища, Знаменская церковь и др.). Наиболее крупным представителем неорусского стиля был губернский архитектор Н. И. Поздеев, выстроивший для владельца Ярославской мануфактуры дом Игумнова в Москве. Помимо дома Дунаева (искажённого в советское время), Поздеев спроектировал в Ярославле две часовни и новую Сретенскую церковь. В своих проектах он отталкивался от ярославского зодчества допетровской эпохи, гармонично вписывая новые здания в существующий городской пейзаж. Высокой техникой кирпичного узорочья отмечена спроектированная им часовня Александра Невского, ставшая одним из символов города.
В начале XX века в городе распространяются новые архитектурные веяния — неоклассицизм (дом Рожкова, навеянный жилярдиевскими Кузьминками новый театр Волкова) и модерн (дом Кнопфа, отель «Бристоль»). Для ярославского модерна свойственно тяготение к вольной романтической стилизации под классицистическую традицию (кинотеатр «Горн», пожарная каланча 1911 года, дом Вахрамеева на ул. Собинова).

### Кострома

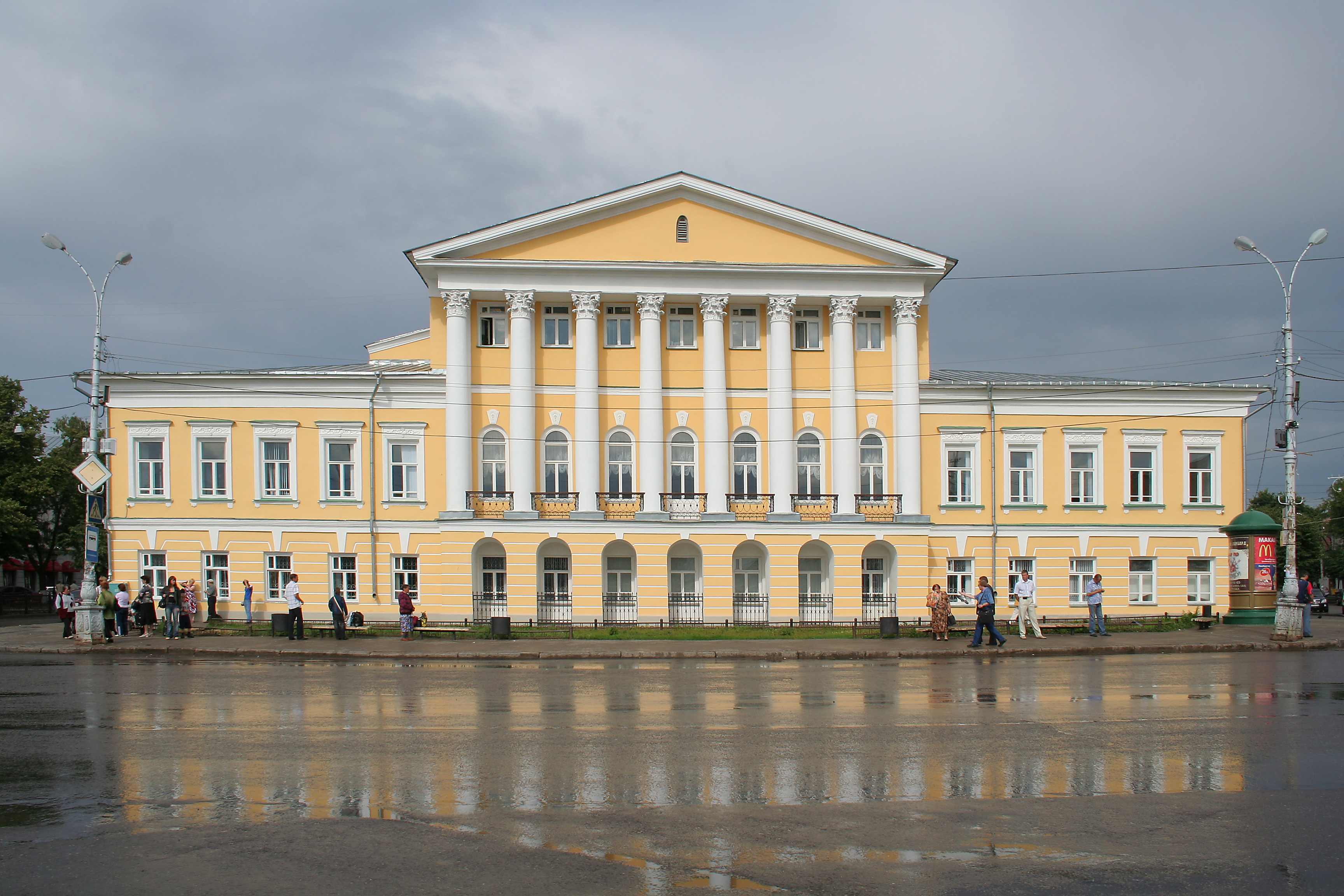
Дом Борщова

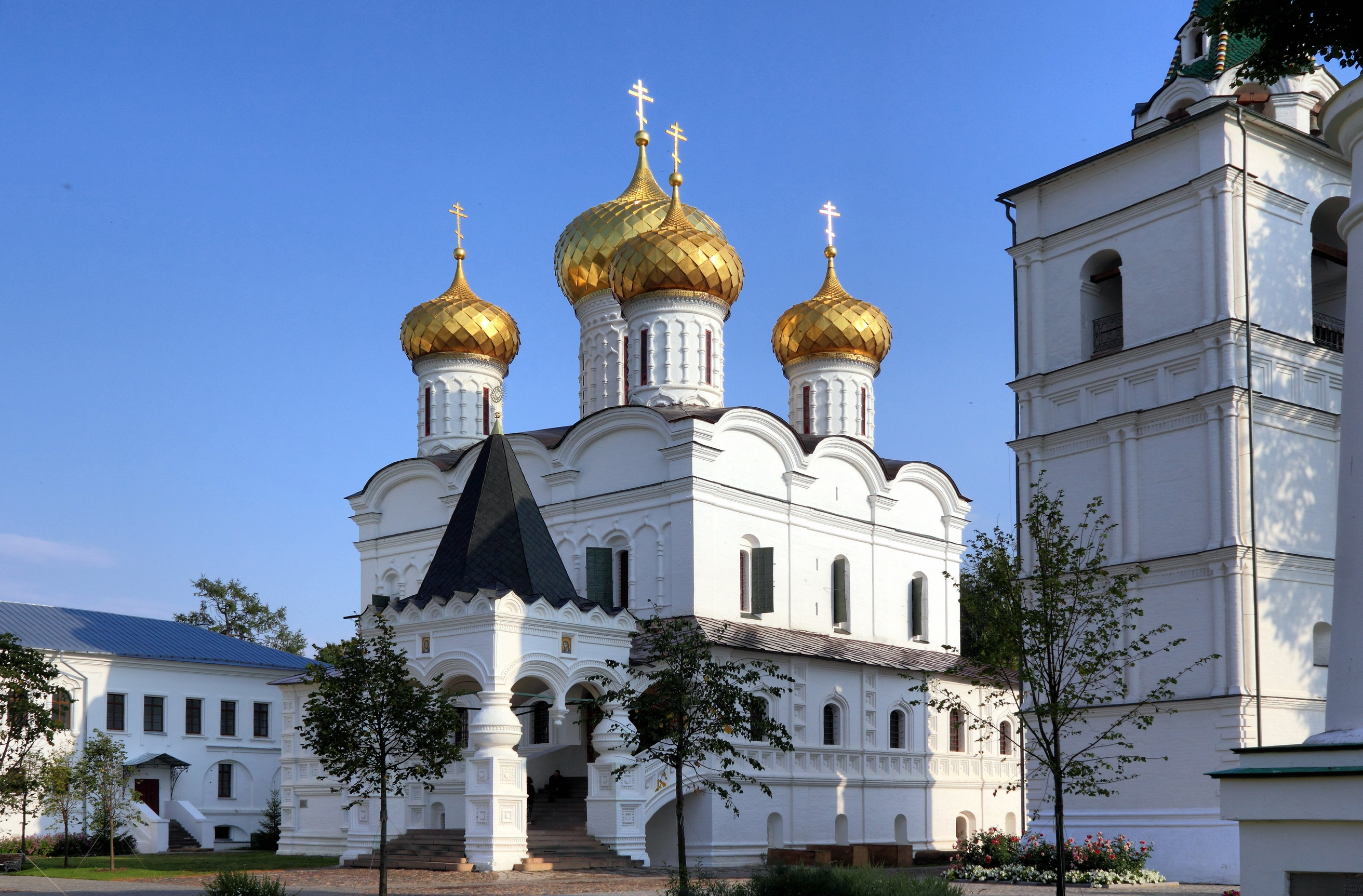
Ипатьевский монастырь. Троицкий собор.

В старой части города сохранилась историческая структура планировки (генеральный план города был утверждён императрицей Екатериной II в 1781 году). Основу планировки составляет лучевая сетка улиц, центр города раскрыт по отношению к Волге. Памятники провинциального классицизма составляют главную гордость Костромы. Среди построек времени Александра I примечателен ансамбль Сусанинской площади: здания гауптвахты и пожарной каланчи (архитектор П. И. Фурсов) и Присутственных мест (архитекторы А. Д. Захаров, Н. И. Метлин), дом С. С. Борщова (архитектор Н. И. Метлин). В начале Павловской улицы (ныне — проспект Мира) интерес представляет здание в неорусском стиле Романовского музея (1909—1911, архитектор Н. И. Горлицын).
Ключевым историческим памятником Костромы считается Ипатьевский монастырь. Впервые упоминается в летописи в 1432 году, но основан был значительно раньше — в 1330-х годах. Территория монастыря состоит из двух частей: Старого и Нового города. Оба участка обнесены высокими каменными зданиями. Старый город имеет форму неправильного пятиугольника. Композиционный центр монастыря — монументальный пятиглавый Троицкий собор и звонница.
Архитектурный ансамбль Ипатьевского монастыря:
- Троицкий собор (1586), (1650—1652)
- Звонница (1603—1605)
- Архиерейский корпус (XVIII в.)
- палаты Романовых (XVI в.)
- братский корпус (XVIII в.)

Также значимыми памятниками архитектуры и истории в Костроме являются Богоявленско-Анастасьинский монастырь и комплекс Торговых рядов.

### Иваново

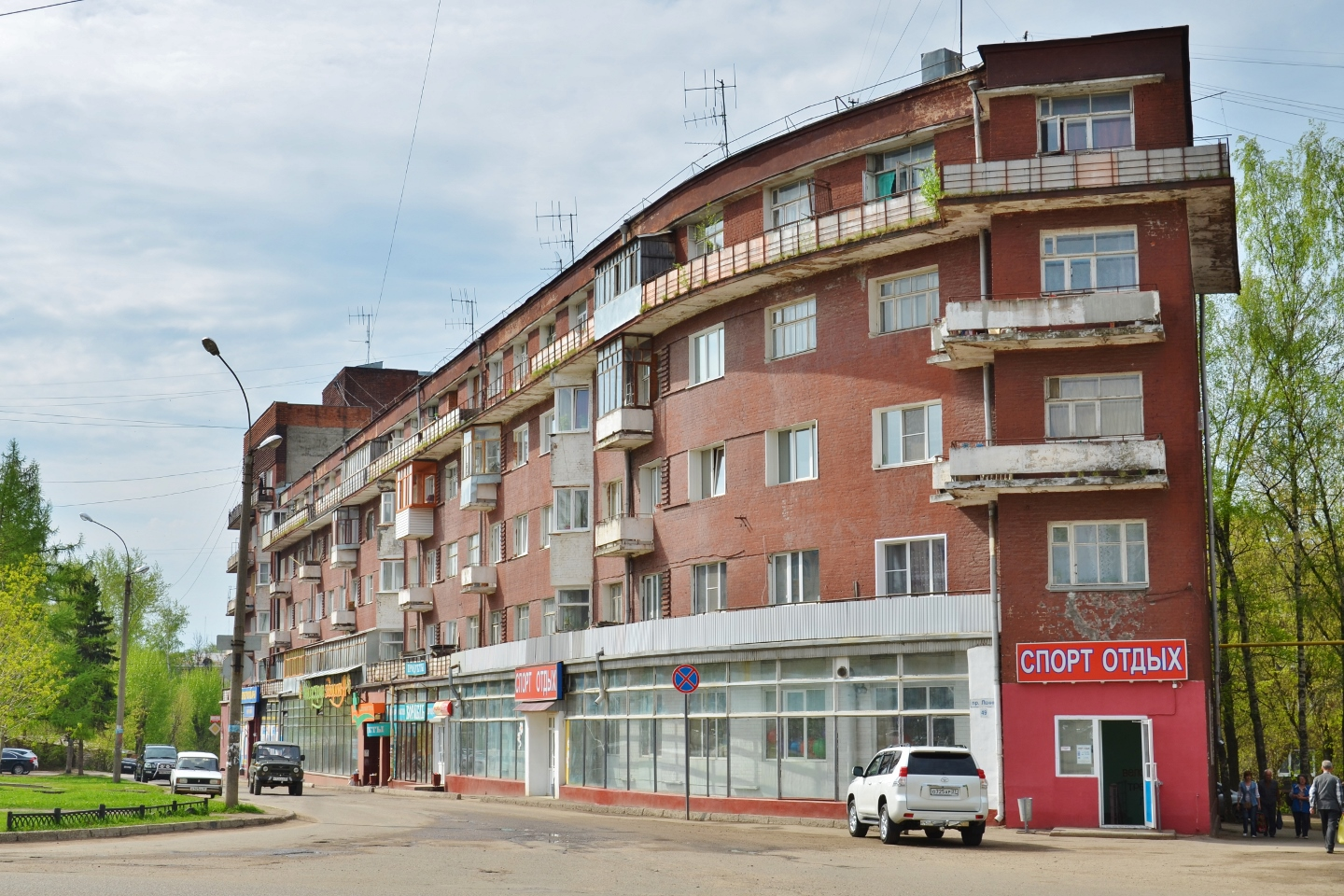
Дом-корабль

Иваново известно своей революционной историей, а также как центр текстильной промышленности. В Иванове достаточно распространён конструктивизм, архитектурный стиль, имевший распространение в 1920-х и 30-х годах. По количеству памятников этого периода в Центральной России город уступает только Москве и Санкт-Петербургу (Дом-корабль, Дом-подкова, Дом коллектива, Ивсельхозбанк, всего более 40 конструктивистских зданий, а также Первый и Второй рабочие посёлки, реализовавшие идею «города-сада»). В городе находится также один из крупнейших в стране памятников «пролетарской классики» архитектора И. А. Фомина — комплекс зданий Иваново-Вознесенского политехнического института (1928—1937 годы).

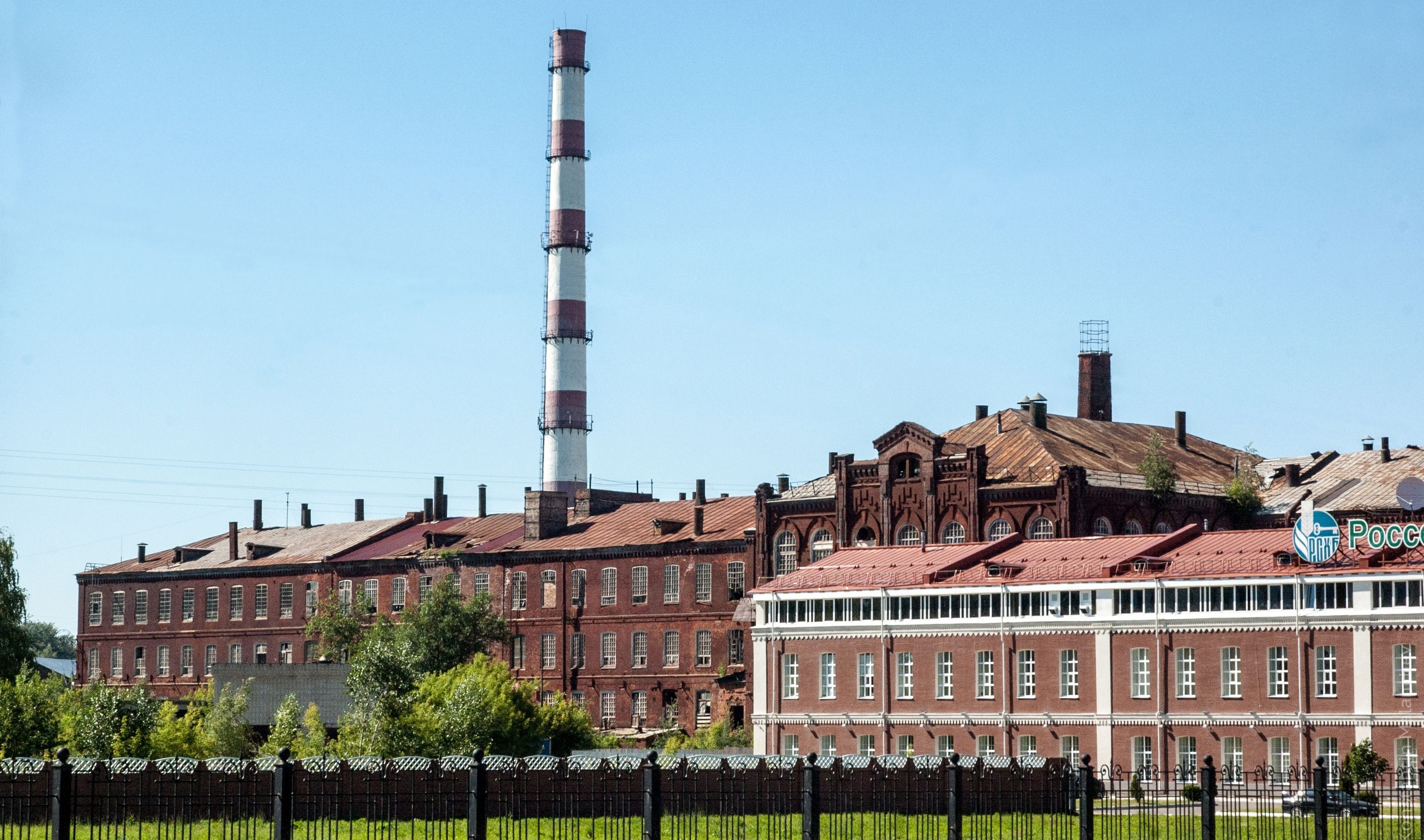
Большая ивановская мануфактура

Наследие текстильной промышленности — памятники промышленной архитектуры XIX века, сохранившиеся до наших дней в практически нетронутом виде. Исторический центр города интересен бывшими купеческими домами и усадьбами XIX — начала XX веков. Из прочих достопримечательностей можно отметить Щудровскую палатку (XVII век), деревянную Успенскую церковь (конец XVII века, сгорела в 2015 году), комплекс Свято-Введенского женского монастыря (начало XX века), здание Ивановского историко-краеведческого музея (1914 год). В городе также можно увидеть историко-революционные памятники (на площади Революции, площади Генкиной, в парке 1905 года).
В Иванове действуют несколько музеев, среди них Ивановский государственный историко-краеведческий музей имени Д. Г. Бурылина, Музей ивановского ситца, Ивановский областной художественный музей. В отличие от всех остальных городов «Золотого кольца», Иваново практически не имеет памятников древнего зодчества и тому подобных вещей. С туристической точки зрения он интересен, прежде всего, как своеобразный памятник революционной эпохе в России начала XX века. Поэтому имеется интересное предложение некоторых авторов — использовать для Иванова рекламный туристский бренд «Красный рубин Золотого кольца».

### Суздаль

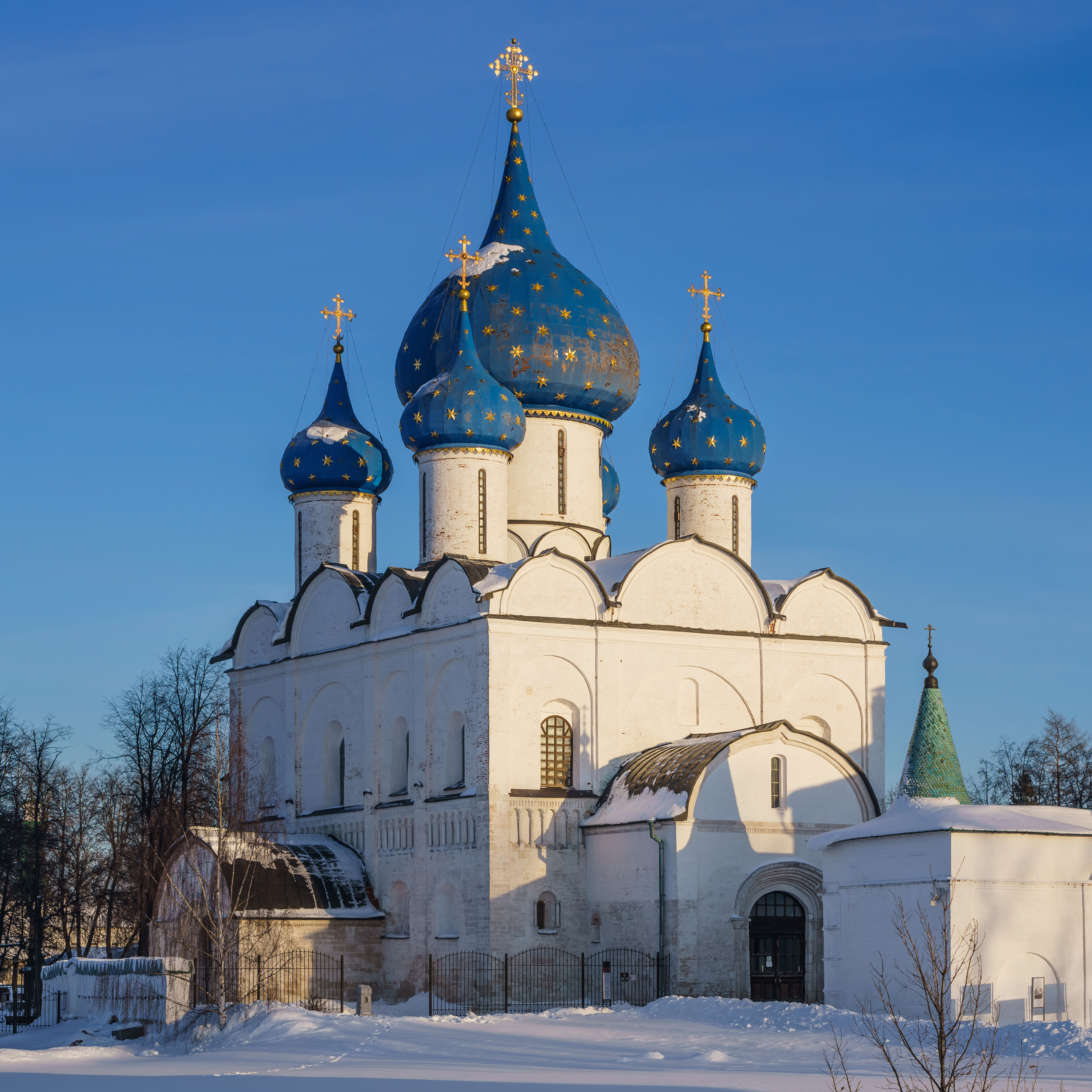
Богородице-Рождественский собор (Суздаль)

Суздальский кремль — древнейшая часть города, ядро Суздаля, археологически существующее с X века, а по летописям — с 1024 года. Расположен Кремль в излучине реки Каменка, в южной части города. Кремль сохранил земляные валы и рвы древней крепости, несколько церквей и ансамбль архиерейского двора с древним Рождественским собором.
Архитектурный ансамбль кремля:
- Богородице-Рождественский собор (1222—1225)
- Архиерейские палаты (XV—XVIII вв)
- Никольская церковь (1766)

Богородице-Рождественский собор построен в 1222—1225 годах из туфообразного известняка (низкокачественного белого камня), стоит на месте плинфяного храма времён Владимира Мономаха. Нынешний собор также не дошёл до нас в первоначальном виде. От постройки XIII века сохранилась нижняя часть, ограниченная аркатурным поясом, выше которого стены выложены в XVI веке, но уже не из белого камня, а из кирпича. Древняя часть богато декорирована резьбой из гладкотесаного белого камня. Фасады украшают фигуры львов, женские маски, затейливые орнаменты.

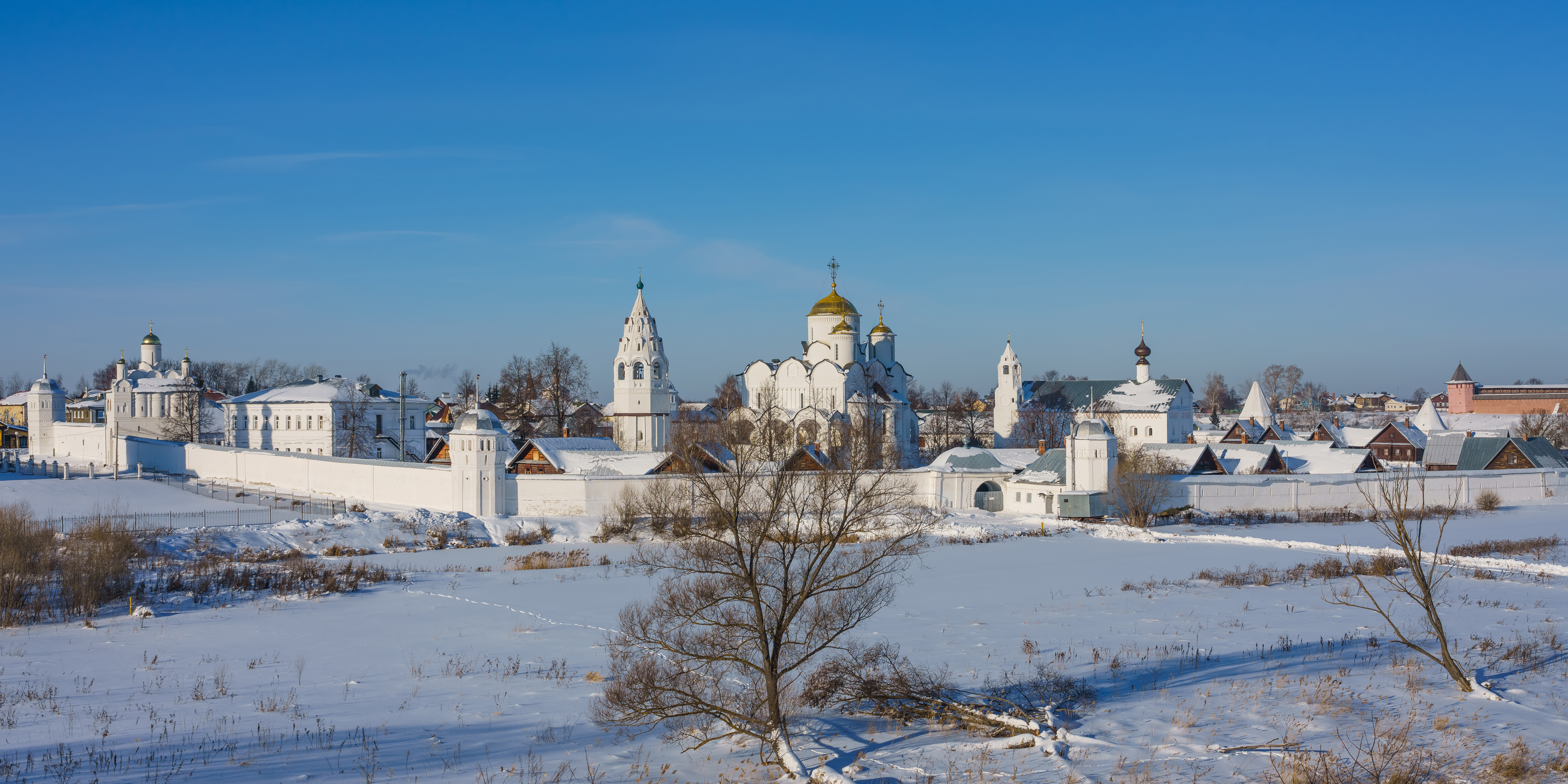
Покровский монастырь

Напротив южного фасада собора в 1635 году была построена колокольня, завершённая высоким восьмигранным шатром. В конце XVII века на ней установили куранты, в которых часы обозначаются буквами. Собор, палаты и связанная с ними переходом колокольня образуют замкнутый парадный двор.
Архиерейские палаты — архитектурный комплекс, сформировавшийся на протяжении XV—XVIII веков как жилой дом для суздальских церковных владык. Основное здание тесно связано с собором, как в композиционном, так и в бытовом отношении. В настоящее время в палатах расположен музей и ресторан.
В западной части Кремля находится деревянная Никольская церковь, построенная в 1766 году и перевезённая из села Глотова Юрьев-Польского района в 1960 году, на место утраченной церкви Всех святых XVII века. Церковь Николы — один из примеров простого и древнего типа деревянных конструкций, не лишённая однако соразмерности и красоты форм.
Монастырские ансамбли:

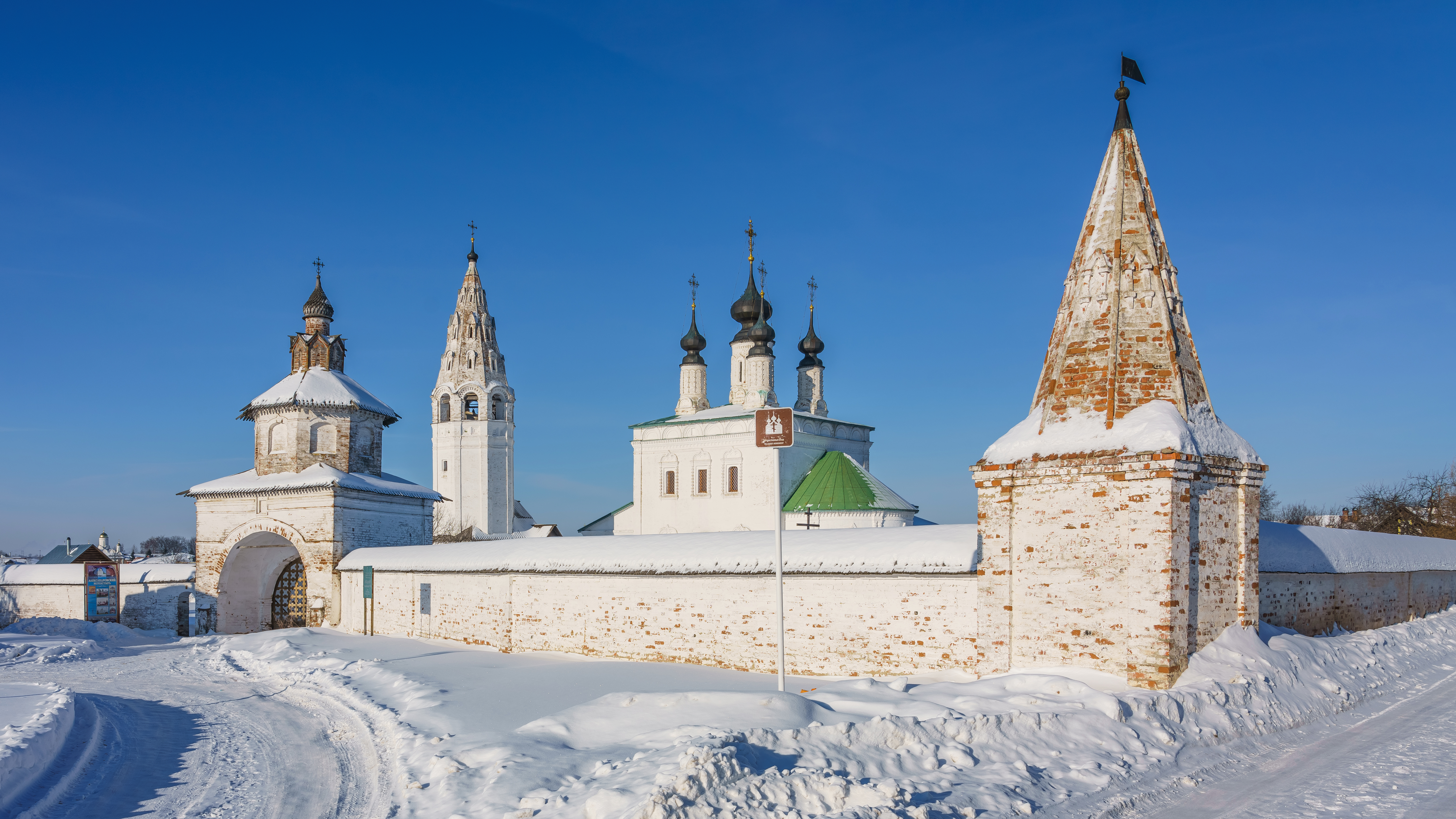
Александровский монастырь

- Спасо-Евфимиев монастырь — основан в 1352 году суздальско-нижегородским князем Борисом Константиновичем, как крепость, призванная защищать город от врагов внешних и внутренних.
- Покровский монастырь — основан в 1364 году при князе Дмитрии Константиновиче, нынешний вид ансамбля сложился в XVI веке, когда монастырь стал местом ссылки опальных цариц и женщин знатных боярских фамилий. В XVI—XVII столетиях монастырь был одним из крупнейших на Руси.
- Александровский монастырь — расположен на реке Каменка в Суздале, по преданию, был основан в 1240 году Александром Невским.
- Ризоположенский монастырь — расположен на реке Каменка в центре Суздаля, основан в 1207 году. Каменные постройки появились в монастыре в XVI веке.
- Васильевский монастырь.

### Владимир

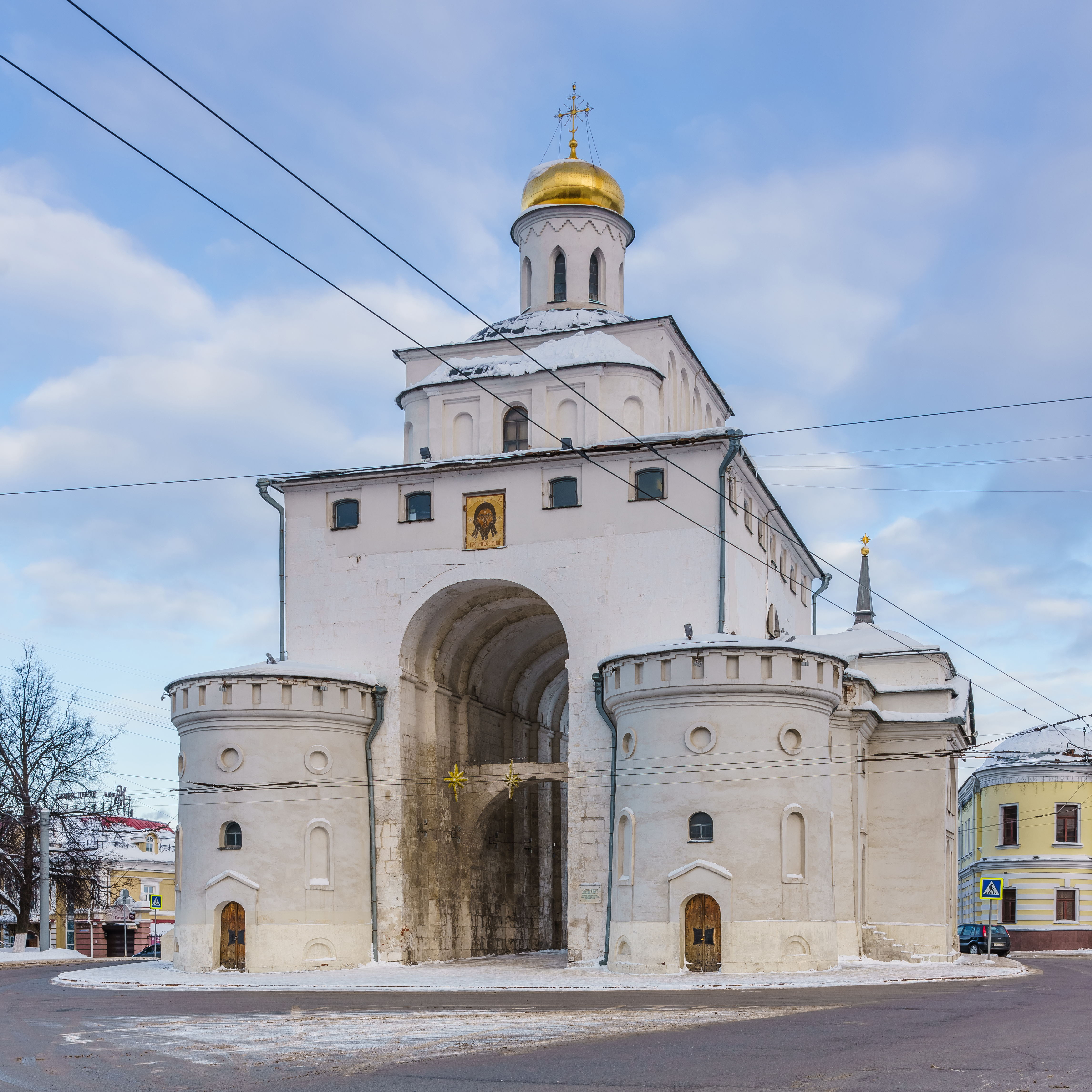
Владимир. Золотые ворота

Город известен памятниками зодчества владимиро-суздальской школы:
- крепостные Золотые ворота (1158—1164, перестроены в XVII—XVIII веках) — белокаменная триумфальная арка с полуциркульным сводом из туфа, над ней надвратная церковь (обновлена в 1469 В. Д. Ермолиным; перестроена в 1810);

белокаменные соборы:
- - Успенский (1158—1160, перестроен в 1185—1189; 6-столпный, 5-нефный, 3-апсидный храм с 5 главами; в интерьере — фрагменты фресок XII—XIII веков и фрески 1408 работы Рублёва и Даниила Чёрного; в 1810 году к собору была пристроена колокольня, в 1862 — придел Георгия);
  - Дмитриевский (1194—1197; 4-столпный, одноглавый, с богатой декоративной резьбой на фасадах);

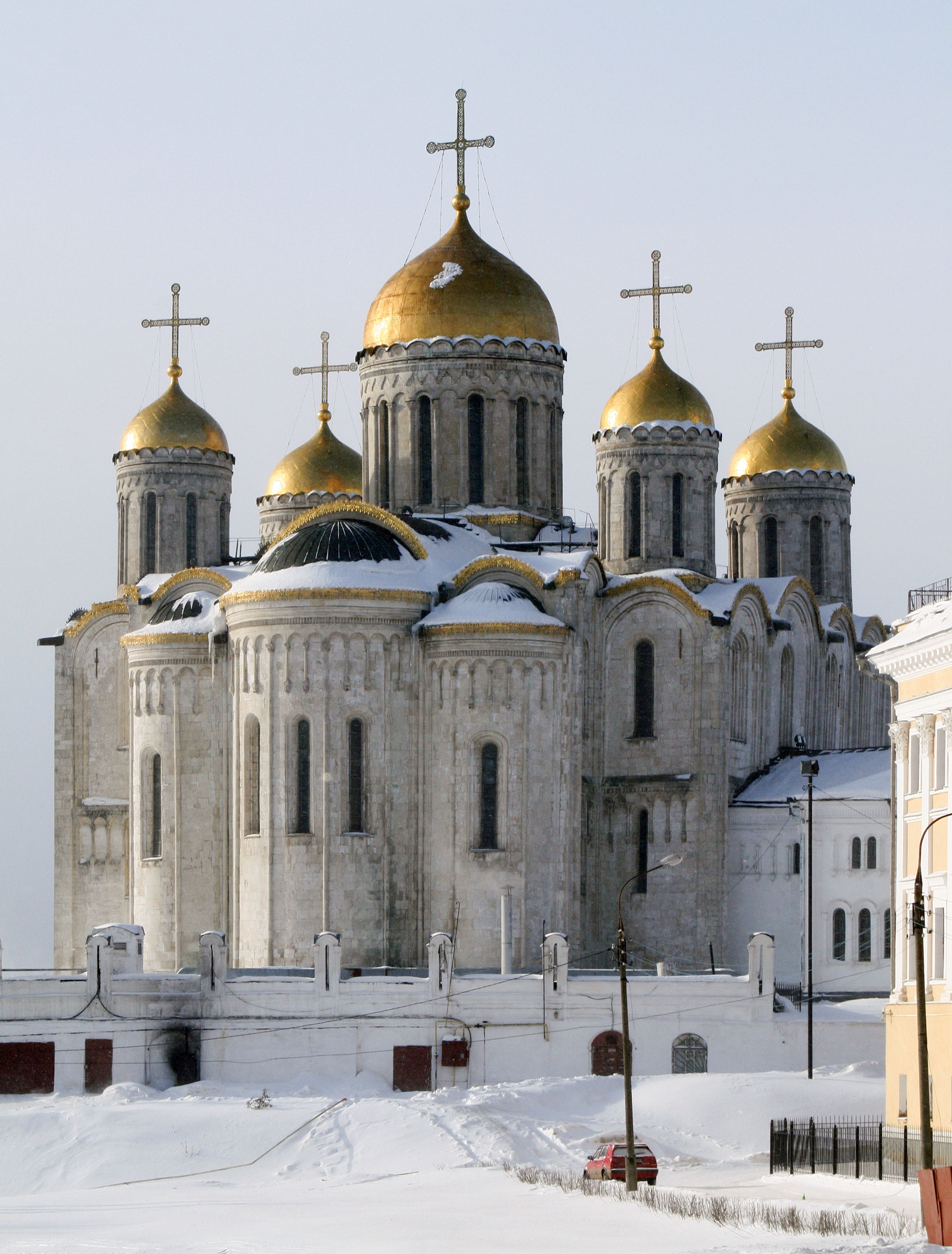
Успенский собор

- Успенский собор Княгинина монастыря (конец XV — начала XVI века);
- ряд церквей XVII—XVIII веков:
  - Успения Богородицы (1649);
  - Николая Чудотворца/Николы в Галеях (1732—1735; нарышкинский стиль);
  - Св. Никиты/Никитская (1762—1765, в стиле барокко);
  - и др.

Успенский и Дмитриевский соборы, наряду с белокаменными памятниками Суздаля и церковью Бориса и Глеба в Кидекше, входят в число объектов всемирного наследия ЮНЕСКО.
С 1781 Владимир застраивался по регулярному плану зданиями в стиле классицизма (Присутственные места, 1785; Торговые ряды, 1787—1790, и др.).
К памятникам конца XIX века относится псевдоготический католический храм св. Розария, построенный в 1894 году.
После 1917 года осуществлено большое строительство, по генеральным планам реконструкции (1947 и 1965) построены кварталы жилых домов, проложены новые улицы, площади и скверы, открыт памятник 850-летия Владимира. (1960, скульптор Д. Б. Рябичев, архитектор А. Н. Душкин).
Всего в городе 239 охраняемых государством зданий XVIII—XIX веков.

## Новые туристические маршруты

### Углич

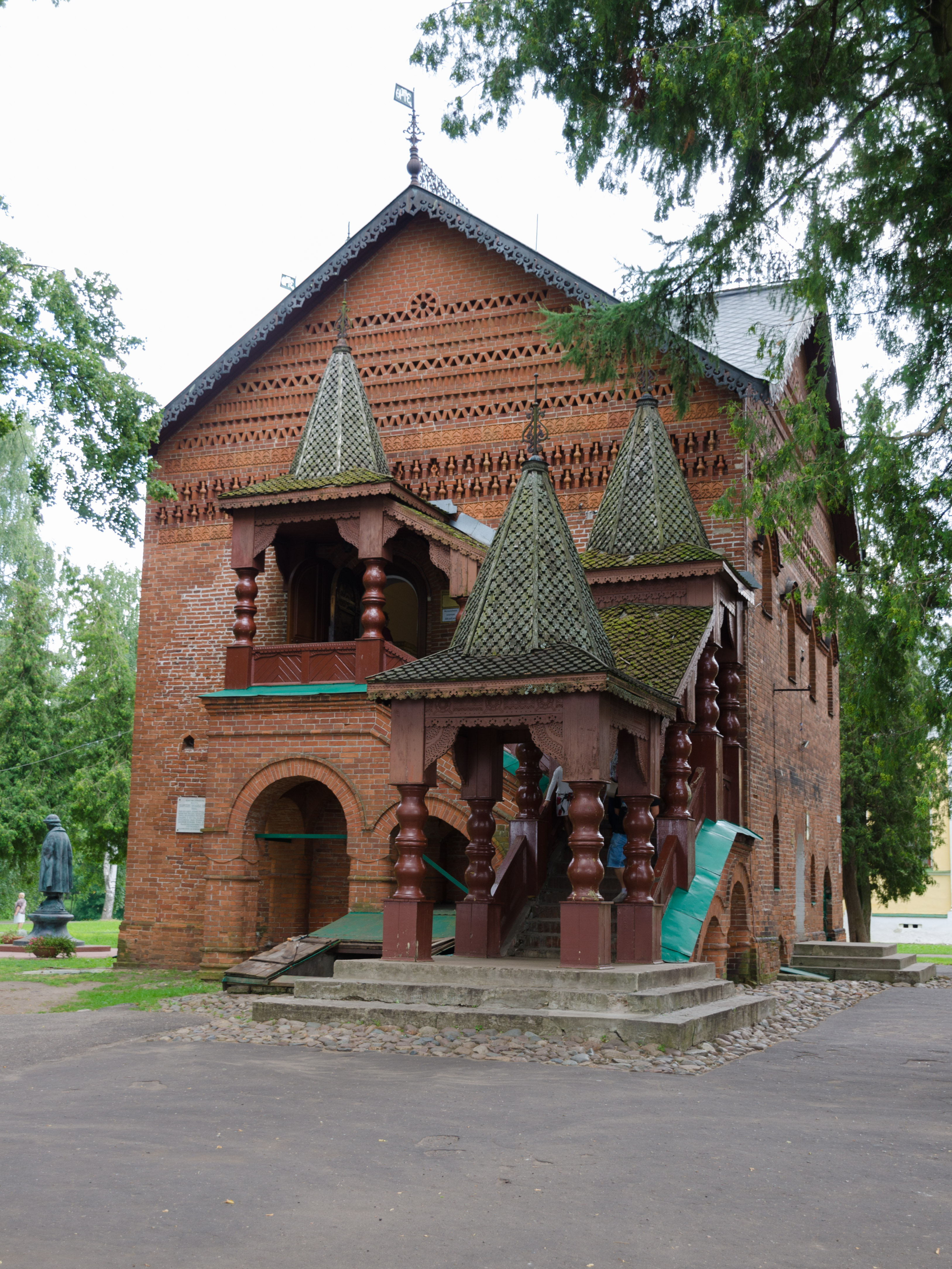
палаты царевича Димитрия (1482)

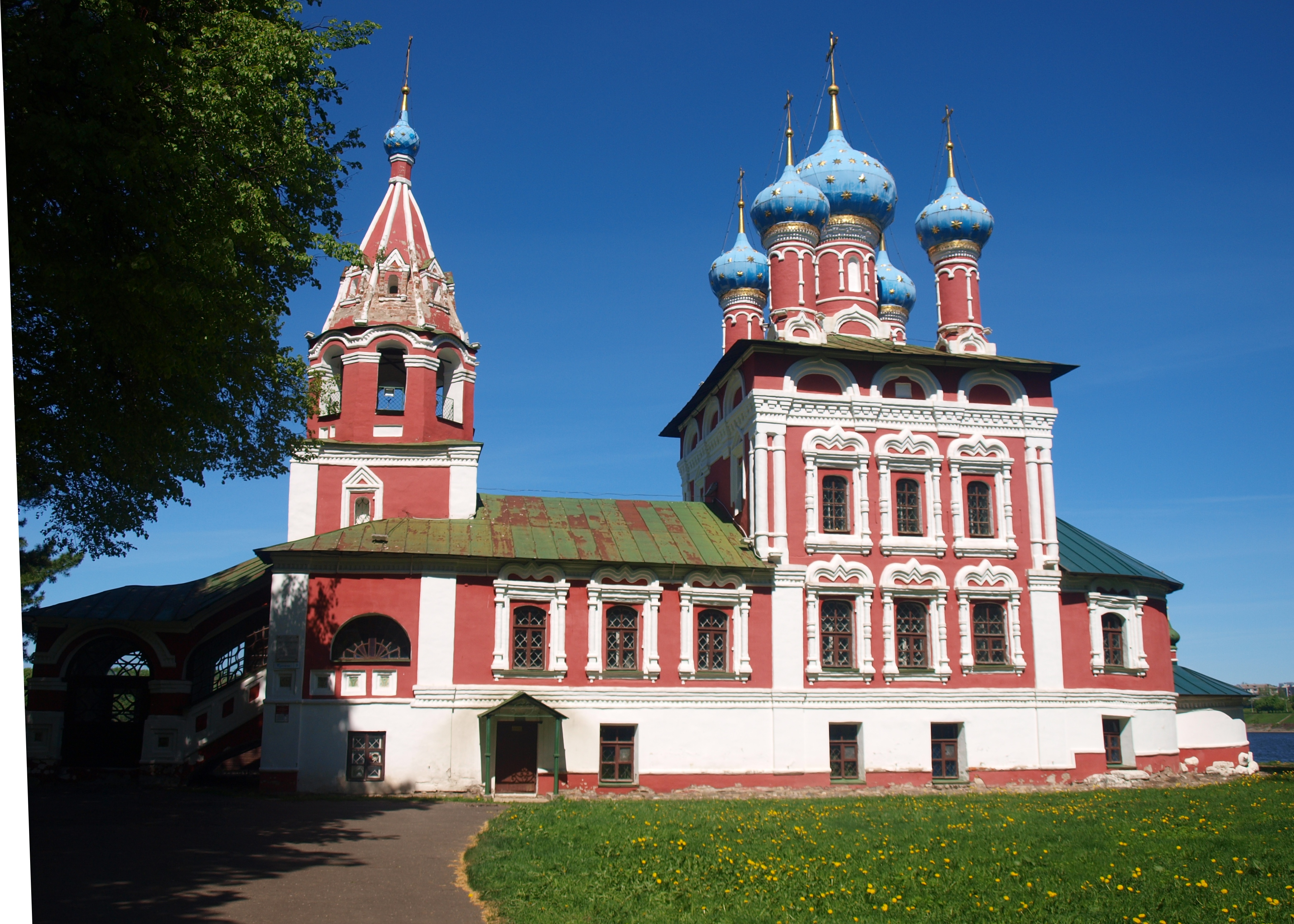
церковь Димитрия на Крови (1692)

Министр культуры РФ Владимир Мединский 7 марта 2018 года на торжественной церемонии в Ярославле вручил администрации Угличского района Ярославской области свидетельство участника национального туристского проекта Золотое кольцо России.
Углич является одним из городов Золотого кольца России, часто посещается туристами (в городе останавливаются круизные теплоходы, следующие по Волге). В городе сохранились многочисленные образцы традиционной русской архитектуры:
Среди основных достопримечательностей Углича:
- Угличский кремль с церковью Димитрия на Крови (1692), Спасо-Преображенским собором (1713), колокольней (1730), палатами царевича Димитрия (1482) и др.
- Свято-Воскресенский монастырь.
- Богоявленский монастырь с грузным собором (1843—1853).
- Алексеевский монастырь (1371) с Успенской («Дивной») церковью (1628).
- Церковь Рождества Иоанна Предтечи (1689—1690).
- Ансамбль Торговой площади — Торговые ряды (1860), купеческие дома.
- Старейшее деревянное жилое здание первой трети XVIII века (Дом Меховых-Ворониных)
- Гражданская застройка города XVIII—XIX веков (Супоневский дворец, Зимин двор) (В руинном состоянии).

В 11 км от города, в селе Улейма, расположен Николо-Улейминский монастырь с ансамблем допетровской архитектуры.
Углич, благодаря своему историческому и природному наследию, ежегодно принимает более 320 000 туристов. Популярностью пользуются:
- паломнический туризм — в Угличе сохранилось 23 церкви и 3 действующих монастыря;
- спортивный туризм — велосипедные туры, байдарочные туры по малым лесным рекам, активные лыжные прогулки по зимнему лесу в окрестностях Углича;
- развлекательные фольклорные туры;
- фестивальный туризм (см. Фестивали в Угличе);
- крупнейшая ярмарка сувениров на Волге.

### Рыбинск
Рыбинск стал участником национального туристского проекта Золотое кольцо России 5 июня 2025 года.

## Возможные претенденты в состав Золотого кольца России

### Рязань
Город Рязань — русский старинный город, южная граница Золотого кольца России. После вступления в должность главы Рязанской области Н. В. Любимова, на разных форумах, посвящённых истории, культуре и развитию региона заговорили о вступлении города в состав Золотого кольца.

### Серпухов
Серпухов выдвинул свою кандидатуру на включение в туристический маршрут «Золотое кольцо России».
В Костроме прошло достаточно живое обсуждение, и хотя заявки Галича и Тарусы были подробно рассмотрены и обсуждены, они первыми выпали из пула претендентов. Остались Рязань и Серпухов — у обоих городов доводов больше, чем у конкурентов. Обсуждение, кого включить девятым городом в Золотое кольцо России, затянулось. Однако, после продолжительного совещания решено отдать предпочтение Серпухову. Город выиграл конкурентную борьбу у Рязани, и теперь сможет раскрывать свой туристический потенциал, находясь в знаменитом маршруте России.

## В филателии и нумизматике
В рамках подготовки к XXII летним Олимпийским играм в Москве Почтой СССР была выпущена серия почтовых марок с изображением гербов и видов городов Золотого Кольца России.
В 1970-е годы была выпущена серия значков «Города Золотого Кольца России».

C 2004 по 2008 годы Банк России выпустил серию памятных монет из серебра и золота, посвящённую городам Золотого Кольца.

Серия марок СССР «Туризм по Золотому кольцу»
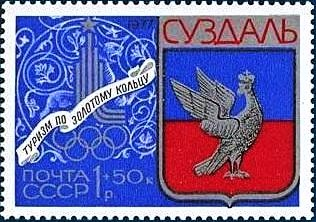
Суздаль
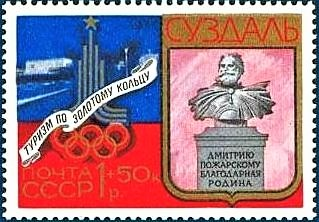
Суздаль
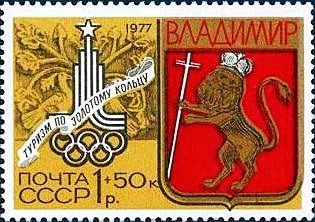
Владимир
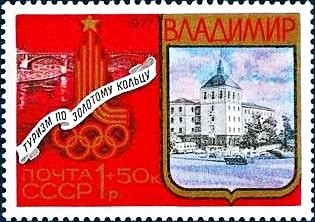
Владимир
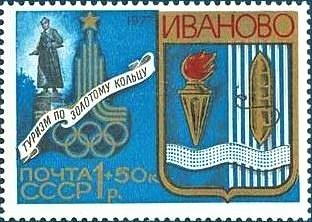
Иваново
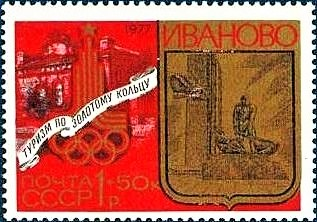
Иваново

Серия марок России «Города Золотого кольца России»
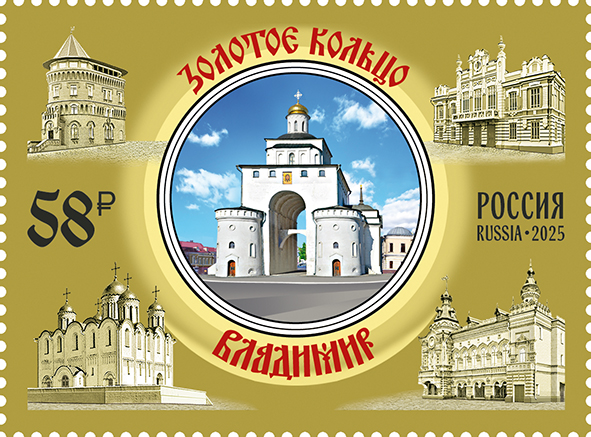
Владимир
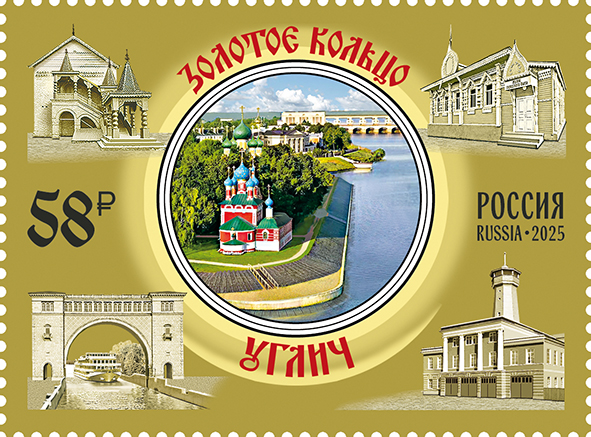
Углич
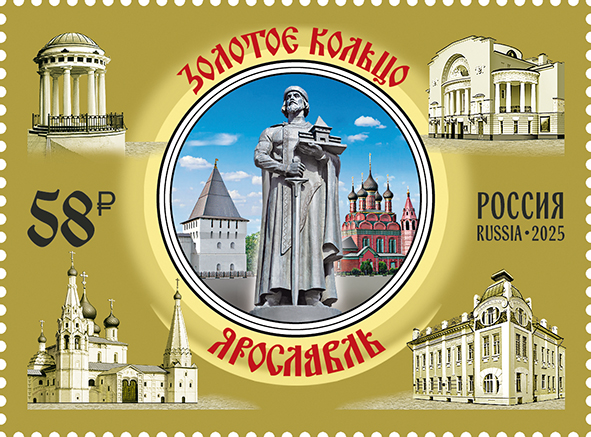
Ярославль

## В литературе
- Роман «Один» автора Император ВАВА — присутствует большая сюжетная линия о городах Золотого кольца: Переславле, Ростове, Суздале и Владимире.